# جورجو آمندولا
جورجو آمندولا (به ایتالیایی: Giorgio Amendola)؛ (۲۱ نوامبر ۱۹۰۷ – ۵ ژوئن ۱۹۸۰) نویسنده و سیاستمدار ایتالیایی بود. او را یکی از پیشگامان اصلی تشکیل ائتلاف سیاسی درخت زیتون می‌دانند.

## زندگی‌نامه
آمندولا در سال ۱۹۰۷ در رم به دنیا آمد، پسر روشنفکر لیتوانیایی اوا کوهن و جووانی آمندولا، یک ضد فاشیست لیبرال بود که در سال ۱۹۲۶ پس از حمله قاتلان استخدام شده توسط بنیتو موسولینی در کن درگذشت. او در سال ۱۹۲۹ مخفیانه به حزب کمونیست ایتالیا (PCI) پیوست. پس از فارغ‌التحصیلی در رشته حقوق، به تبلیغ مخالفت با رژیم موسولینی پرداخت.
آمندولا دستگیر و به فرانسه، جزیره سانتو استفانو در جزایر پونتین تبعید شد، در سال ۱۹۴۳ توسط نیروهای مقاومت آزاد شد و سپس به آنها پیوست. پس از جنگ جهانی دوم، او از سال ۱۹۴۸ تا زمان مرگش در سال ۱۹۸۰ به عنوان معاون پارلمان ایتالیا برای PCI خدمت کرد. او به ویژه در دهه ۱۹۷۰ به عنوان یکی از رهبران جناح راست حزب شناخته شد که طرفدار حذف تدریجی ایده‌های کمونیسم شوروی و لنینیسم بود و از اتحاد با احزاب میانه‌روتر، به ویژه حزب سوسیالیست ایتالیا حمایت کرد، مفهومی بعد از سپری شدن زمان یوروکمونیسم نامیده شد. یکی از متحدان اصلی او جورجو ناپولیتانو، یکی از اعضای مجلس نمایندگان ایتالیا بود که در سال‌های ۲۰۰۶ تا ۲۰۱۵ رئیس‌جمهور ایتالیا شد و همچنان یکی از شاگردان و پیرو آمندولا است.
آمندولا پس از یک بیماری طولانی در سن ۷۲ سالگی در رم درگذشت. همسرش ژرمن لکوک چند ساعت پس از آمندولا درگذشت. آمندولا با ژرمن لکوک در دوران تبعیدش در پاریس آشنا شد و به او در نوشتن آخرین اثرش کمک کرد.